# Konstanty Wolicki (przemysłowiec)
Konstanty Leon Wolicki (ur. w 1792 w Krakowie, zm. prawdopodobnie 23 września 1861 w Wiedniu) – polski przemysłowiec, mineralog, ziemianin, przedstawiciel władz powstania listopadowego w Paryżu i Stambule, pamiętnikarz.

## Działalność
Początki działalności Wolickiego datują się na okolice roku 1820, gdy przemysłem w Królestwie Polskim kierował Stanisław Staszic. Później współpracował z księciem Franciszkiem Ksawerym Druckim Lubeckim, który go cenił i powierzał realizację wielu planów gospodarczych.

### Niektóre inicjatywy gospodarcze Konstantego Wolickiego

#### Huty cynku
Konstanty Wolicki i Piotr Steinkeller założyli hutę cynku „Joanna” w Niemcach w sąsiedztwie pierwszej kopalni węgla kamiennego „Feliks”, w 1822 roku. Huta ta działała do 1849 roku. Wraz z partnerem założył również wszystkie huty cynkowe i piece do prażenia galmanu w Dąbrowie. W 1823 roku „wszelkie swe nabyte grunta pod Będziniem (!) zawierające w swym łonie milionowe wartości w węglu kamiennym, odstąpił na rzecz górnictwa bez żadnego zysku” (podkr. – Konstanty Wolicki).

#### Ciechocinek
Ksawery Niemojewski, ostatni właściciel Ciechocinka, zmarł w 1810 r. Połowę spadku, jako posag ślubny, otrzymał mąż córki Ksawerego, Barbary – Józef Zawadzki, który z czasem odkupił pozostałą część majątku od drugiej córki-spadkobierczyni, Ksawery. W roku 1823 Konstanty Wolicki prowadził badania jakości wód solankowych i wkrótce kupił od Zawadzkiego dwie włóki ziemi wraz ze źródłami solankowymi. Po dwóch latach przekazał je bezinteresownie Skarbowi Królestwa Polskiego i dodatkowo zobowiązał się do wybudowania kosztem skarbu warzelni soli. W ten sposób Królestwo stało się właścicielem ciechocińskich dóbr naturalnych. W 1825 r. Wolicki zawarł umowę dotyczącą budowy zakładu warzelniczego z Komisją Rządową Przychodów i Skarbu Królestwa Polskiego. Inwestycja została sfinansowana ze środków publicznych. Zakład, w tym tężnie, uruchomiono w 1833 r. W 1836 r. urządzono pierwsze łazienki w tzw. „austerii rządowej” (w dzisiejszym Parku Zdrojowym). Łazienki były nazywane „Skarbowymi”, ponieważ zbudowano je ze środków skarbu państwa. Wyposażono je w miedziane wanny przeznaczone dla celów leczniczych. Rok 1836 przyjęto za oficjalną datę powstania uzdrowiska.
Przy okazji zabezpieczenia transakcji zakupu dóbr w Ciechocinku została oszacowana wartość dóbr Wolickiego w powiecie olkuskim – oceniono je na 487 493 złotych polskich.

#### Flota na Wiśle
Konstanty Wolicki wraz z Piotrem Steinkellerem w czerwcu 1825 roku zawarli 10-letnią umowę z Bankiem Polskim, w której podjęli się budowy w ciągu 2 lat floty rzecznej (100 berlinek i holownik parowy) związanej z importem do kraju soli z zaboru austriackiego i pruskiego.
Wolicki wraz z Jakubem Berksohnem rozpoczęli budowę barek, wkrótce Wolicki zakupił w Anglii 2 parowce: „Victory” i „Xiążę Xawery”. Obydwie jednostki klasyfikowane były przez Rejestr Lloyda i nadano im klasę A1. Były to pierwsze w historii statki należące do polskiego armatora i pływające pod polską banderą klasyfikowane i mające klasę Lloyd’s Register. Nie wiadomo, jak bandera ta wyglądała, jednak informacja o tym, że była to bandera polska, można znaleźć zarówno w odpowiednich rocznikach Rejestru Lloyda, jak i w rejestrze zawinięć statków do portu w Gdańsku na rok 1827 zachowanym w Archiwum Państwowym w Gdańsku.
Victory miała pływać po Wiśle, a Xiążę Xawery – stacjonujący w Gdańsku – miał przy bezwietrznej pogodzie holować żaglowce oraz służyć odbywaniu wycieczek po Zatoce Gdańskiej. Była to pierwsza próba zorganizowania regularnej sezonowej komunikacji z Helem, zainaugurowano ją latem 1827 roku. Uczestnikiem jednego z pierwszych rejsów był Tadeusz Krępowiecki, który pozostawił opis tej wycieczki. „Na skutek szykan zniemczonego magistratu Gdańska” rejsy po Zatoce zostały wkrótce zlikwidowane. Przez kolejne 100 lat ruch pasażerski po Zatoce został zdominowany przez Niemców.
Wolicki uruchomił pod Wyszogrodem fabrykę berlinek.
Ostatecznie w latach 40. XIX wieku spółka rzeczna Wolickiego trafiła pod zarząd Steinkellera.

#### Handel międzynarodowy
Wolicki wielokrotnie w latach 20. XIX wieku był wysyłany przez Lubeckiego za granicę, w tym do Wielkiej Brytanii, w celu organizacji importu (oraz jego finansowania) maszyn parowych, importu soli i eksportu cynku. Importował tokarnie, kompletne, napędzane mechanicznie warsztaty tkackie, urządzenia transportowe do kopalń. Sprzedał do Indii 70 000 cetnarów polskiego cynku za kwotę 1,7 miliona złotych.

#### Zakupy soli
Handel solą był w tym czasie zmonopolizowany i zyski z niego pobierał skarb państwa. Wolicki – wraz ze współpracującymi z nim przedsiębiorcami – był subkontraktorem importu soli z Austrii, która była wtedy dominującym dostawcą soli do Królestwa. Wolicki i Steinkeller, grożąc podpisaniem umowy o dostawę soli z Anglią, doprowadzili do obniżenia ceny soli austriackiej w kontakcie podpisanym w 1829 roku z ok. 8 zł za cetnar do 3 zł 16 groszy. Po powrocie z Anglii Wolicki odstąpił Steinkellerowi swoje udziały w tym przedsięwzięciu, poświęcając się całkowicie organizacji transportu na Wiśle.
W nagrodę za tak znaczące obniżenie cen Wolicki otrzymał od Lubeckiego stanowisko dyrektora źródeł w Ciechocinku z pensją 50 tysięcy złotych rocznie oraz order św. Stanisława. Nadmierna wysokość tej pensji była nawet przedmiotem interpelacji w Sejmie.

#### Zamek w Ojcowie
Po III rozbiorze Polski, Zamek w Ojcowie popadał w coraz większą ruinę. W 1826 roku runęła ze skały jedna ze ścian budynku zamkowego i został on ostatecznie opuszczony. W 1829 roku Konstanty Wolicki kupił zamek od rządu zaborczego i dokonał rozbiórki zrujnowanych zabudowań. Uzyskany w ten sposób budulec został użyty do budowy dwóch hoteli blisko wzgórza zamkowego oraz karczmy, browaru i kilku budynków gospodarczych, co zwiększyło popularność zamku. Zachowane zostały jedynie baszta kazimierzowska i częściowo wieża bramna. W roku 1832 Konstanty Wolicki odstąpił te dobra Karolowi Szulcowi, jednak rząd nie uznał tej transakcji i później w 1835 r. sprzedał je na licytacji.

### Powstanie listopadowe
Podczas nocy 29 listopada Wolicki pomagał Lubeckiemu zwołać Radę Administracyjną. Później wyjechał poza Warszawę. Otrzymał zadanie przeprowadzenia rozmów z Księciem Konstantym i sprawdzenia, czy Polacy mogą liczyć na mediacje z jego strony u Mikołaja I. Lubecki przed rozmowami w Petersburgu oczekiwał raportu na temat postawy księcia Konstantego.
6 grudnia 1830 roku Wolicki został mianowany generalnym intendentem armii, jednak po kilku dniach – na własny koszt – podjął się misji dyplomatycznej do Francji, gdzie pojechał z instrukcją od gen. Józefa Chłopickiego. Przyczynił się do utworzenia Komitetu Polskiego pod przewodnictwem generała Marie Josepha de La Fayette’a. Wysyłał ochotników do wojsk powstańczych, jednak jego misja we Francji („przyjaznego wdania się mocarstw za nami”) zakończyła się niepowodzeniem.
14 marca 1831 roku Wolicki otrzymał instrukcję Rządu Narodowego udania się, wraz z Konstantym Linowskim, do Konstantynopola, gdzie jako ambasadorowie Polski – mieli skłonić Turcję do uznania niepodległości Królestwa przez Turcję i koncentracji armii tureckiej w Bułgarii, co odciągnęłoby Rosję od działań w Polsce. Niestety nie udało się im osiągnąć żadnego z celów. Wolicki opuścił Stambuł 12 lipca 1831 roku i udał się z powrotem do Paryża.

### Po powstaniu
Majątek Wolickiego był szacowany na ok. milion złotych. Został w całości skonfiskowany dekretem Rady Administracyjnej 1834 roku, a w 1835 roku Wolicki został pozbawiony praw cywilnych, wszystkie wcześniej podpisane z nim umowy rządowe zostały rozwiązane. Dzięki wstawiennictwu ojca otrzymał zezwolenie na powrót do kraju w 1835 roku.
Po powrocie zajmował się spławem i handlem zbożowym z Gdańskiem aż do 1842 roku, kiedy to w wyniku suszy zbankrutował. Próbował negocjacji w Komisją Rządowej Przychodów i Skarbu w sprawie rozliczenia majątku, bez powodzenia.
Próby te powtarzał w latach 1838–1859. Zmarł w biedzie w szpitalu w Wiedniu w 1861 roku.

## Odznaczenia
Konstanty Wolicki był odznaczony:
- orderem św. Anny II klasy z brylantami przed 1829 rokiem[6]
- orderem św. Stanisława w 1829 roku za obniżenie cen soli importowanej przez rząd.

## Życie rodzinne
Konstanty Wolicki pochodził z ziemi wieluńskiej i pieczętował się herbem Nabram vel Waldorff. Był synem Jana Nepomucena (według innych źródeł – Jana Stanisława Antoniego) Wolickiego (1766–1847), posła na sejm z powiatu olkuskiego w 1818 i 1820 roku i prezydującego w Sądzie Najwyższej Instancji Królestwa Polskiego (1832–1841).
Był bratem stryjecznym Konstantego Wolickiego (1805–1863) – muzyka, zesłańca, krewnego hrabiego Fryderyka Skarbka.
Ożenił się w 1814 roku z Augustyną Kermançon (Kermasson, Kiernasson) (1800–1829), z którą miał córkę Joannę Konstancję Łucję Wolicką (ur. ok. 1815, zm. po 1859). Łucja Wolicka wyszła za mąż za Feliksa Wodzińskiego z Bogusławic.
Koncertująca w Warszawie Angelica Catalani odwiedziła Wolickich (żona Wolickiego była powinowatą śpiewaczki) w listopadzie 1819 roku, gdzie słuchała gry 9-letniego Fryderyka Chopina, wzajemnie robiąc na sobie duże wrażenie.

## Upamiętnienie
Na cześć Konstantego Wolickiego 8 czerwca 2011 roku imieniem „Dąb Konstanty” został nazwany jedyny w Ciechocinku pomnik przyrody – dąb szypułkowy rosnący w Parku Zdrojowym (o obwodzie pnia 390 cm i wysokości 22 m).